# Anna van de Palts
Anna van de Palts (26 september 1329 - 2 februari 1353) was van 1349 tot aan haar dood Rooms-Duits koningin-gemalin en koningin-gemalin van Bohemen. Ze behoorde tot het huis Wittelsbach.

## Levensloop
Anna was een dochter van Rudolf II van de Palts, die paltsgraaf aan de Rijn was, en Anna, dochter van hertog Otto III van Karinthië. 
Op 11 maart 1349 huwde ze in Bacharach met Rooms-Duits koning en koning van Bohemen Karel IV van Luxemburg. Na het huwelijk werd ze op 26 juli 1349 in Aken gekroond tot Rooms-Duits koningin-gemalin en enkele maanden later werd ze eveneens gekroond tot koningin-gemalin van Bohemen.
In 1350 beviel Anna van haar zoon Wenceslaus, de langverwachte troonopvolger van Karel IV. De jongen stierf echter in 1351 op eenjarige leeftijd. Er werden in het huwelijk geen verdere kinderen geboren en in februari 1353 stierf Anna op 23-jarige leeftijd.
Haar echtgenoot Karel IV werd hierdoor voor de tweede keer weduwnaar en hij had nog steeds geen mannelijke erfgenamen. Enkele maanden later hertrouwde hij met Anna van Schweidnitz, die hem in 1361 zijn langverwachte mannelijke erfgenaam Wenceslaus schonk. 